# LOD score
El término LOD score podría traducirse como "puntuación LOD" y hace referencia al logaritmo de las probabilidades de que dos genes o loci se encuentren ligados y por lo tanto se heredan unidos con más frecuencia de lo habitual.

## Introducción
Este método estadístico que sirve para realizar un análisis de ligamiento entre varios genes, fue desarrollado por Newton E. Morton. La puntuación LOD compara la probabilidad de que dos loci estén ligados, a la probabilidad de que no lo estén y se encuentren unidos por pura casualidad. 

## Cálculo
La puntuación LOD se representa por la letra "Z" y se calcula como el logaritmo en base 10 de la razón entre la probabilidad de que los loci se encuentren ligados con una frecuencia de recombinación específica (R), respecto a una no recombinación.
{\displaystyle Z=\log _{10}{\frac {P_{recomb}}{P_{indep}}}}

Donde Precomb es la probabilidad de ligamiento con frecuencia de recombinación R y Pindep es la probabilidad de recombinación asumiendo segregación independiente.
Nos interesa conocer el valor de R que maximice a Z. 
Para hallar la puntuación lod máxima, se suelen utilizar programas informáticos que calculan de forma directa esta probabilidad. De esta manera se obtienen varios valores según el valor de R y el número de casos estudiados. Los resultados obtenidos en un solo caso no son significativos, y es por ello que se necesitan combinar los resultados de varios estudios. Para ello se suman los Z obtenidos para cada caso analizado, hasta identificar la fracción de recombinación a la que se obtiene un lod score máximo. Gracias a este valor, podrmos identificar si existe o no ligamiento. Normalmente un valor de Z mayor o igual a 3 se considera ligamiento, en el caso de que este tenga un valor menor que -2, podremos afirmar que no existe ligamiento. Pero en el caso de encontrarse entre estos valores, no podremos asegurar ninguna de las dos hipótesis.